# フラノクマリン

プソラレンの構造

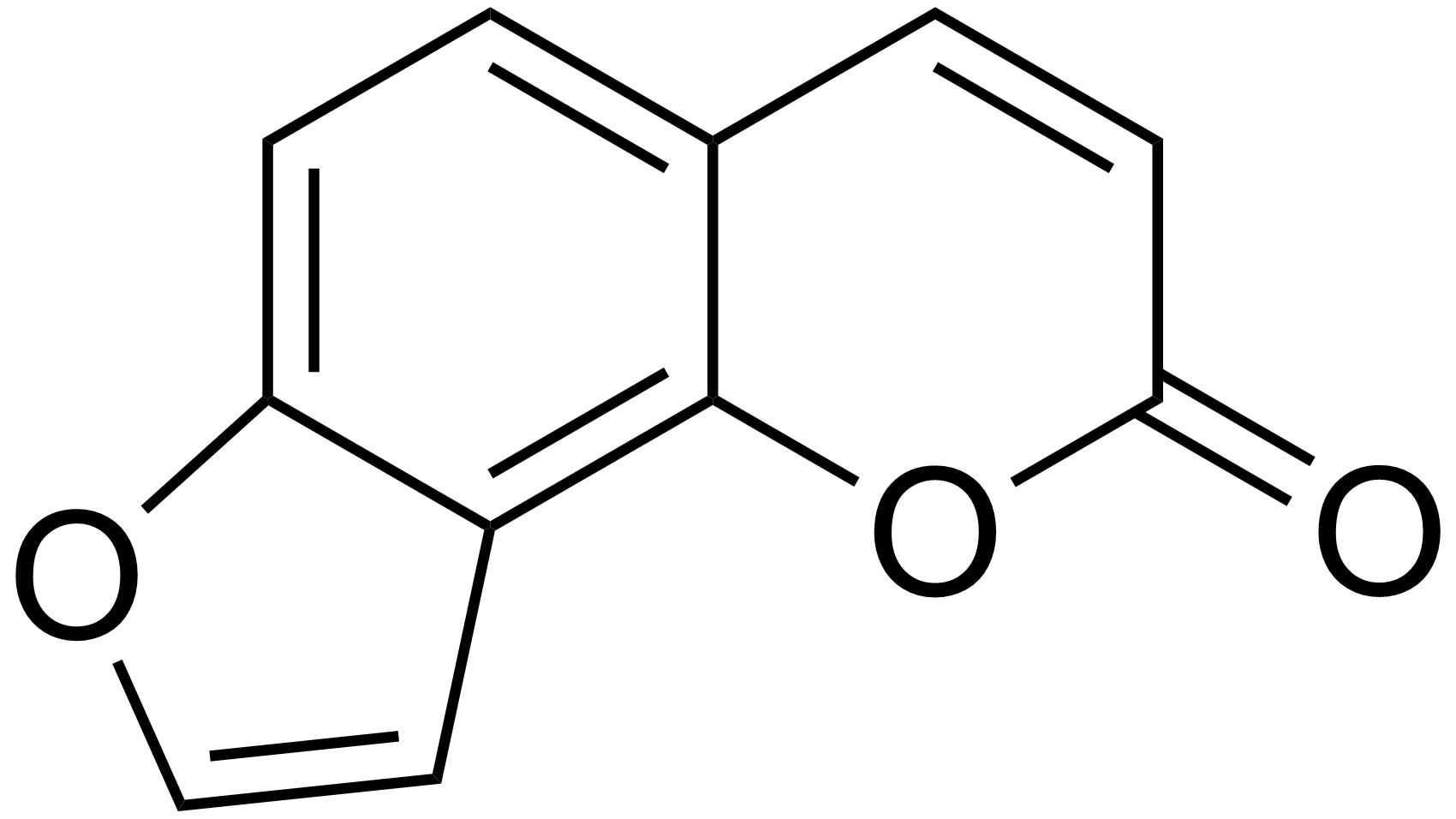
アンゲリシンの構造

フラノクマリンまたはフロクマリン（英: furanocoumarin, furocoumarin）類は、様々な植物によって産生される有機化合物の一種である。フラノクマリン類は、ジメチルアリル二リン酸 (DMAPP) および7-ヒドロキシクマリン（ウンベリフェロン）のカップリングによって生合成される。ウンベリフェロンおよびDMAPPはそれぞれ、フェニルプロパノイド経路およびメバロン酸経路によって生合成される。
フラノクマリンの化学構造は、フラン環とクマリンが縮環した構造をしている。フラン環が様々な方法で縮環することによって、いくつかの異性体が生成する。最も一般的な2つの母核構造はプソラレン (psoralen) およびアンゲリシン (angelicin) である。これら2つの母核構造の誘導体は、それぞれ直線型 (linear) フラノクマリン、角度型 (angular) フラノクマリンと呼ばれる。
多くのフラノクマリン類は毒性があり、植物は昆虫からほ乳類まで様々なタイプの捕食者に対する防御機構の一つとしてこれらの化合物を生産している。この種のフィトケミカルは、パースニップやジャイアント・ホグウィードの汁に曝された際に見られる植物性光線皮膚炎 (phytophotodermatitis) の原因である。
フラノクマリン類は、その他の生物学的効果を示す。例えば、ヒトにおいて、ベルガモチンやジヒドロキシベルガモチンは、グレープフルーツの薬物相互作用の原因である。これらのフラノクマリン類はある種の薬物の代謝に影響を及ぼす。また、グレープフルーツやベルガモットなどの柑橘類の精油は、上記の光線過敏を引き起こすフラノクマリン類が含まれているため、外用するに当たってはフラノクマリン類を取り除いてあるかどうか確認する必要がある。